# Edna Valley AVA
Edna Valley AVA (anerkannt seit dem 12. Mai 1982) ist ein Weinbaugebiet im US-Bundesstaat Kalifornien. Das Gebiet liegt in dem Verwaltungsgebiet San Luis Obispo County, südöstlich der Stadt San Luis Obispo und nördlich der Stadt Arroyo Grande. Das Weinbaugebiet ist Teil der übergeordneten Central Coast AVA und grenzt an die Arroyo Grande Valley AVA. Das Tal wird südlich vom Lake Lopez und nördlich von den Islay Hill begrenzt und profitiert von einer ost-westlichen Ausrichtung. Dadurch können die kühlenden Nebel und Meeresbrisen des Pazifischen Ozeans moderierend auf das Klima einwirken. Darüber hinaus wird es westlich von den Santa Lucia Mountains beschattet. Dadurch gedeihen hier die frühreifenden Rebsorten Chardonnay und Pinot Noir sowie in geringerem Ausmaß die Sorte Syrah. Das Traubenmaterial der Edna Valley AVA wird häufig mit dem der Arroyo Grande Valley AVA verarbeitet. Wenn beide miteinander im Verschnitt ausgebaut werden, muss der Wein mit dem Namen der übergeordneten American Viticultural Area vermarktet werden.